# 影野站

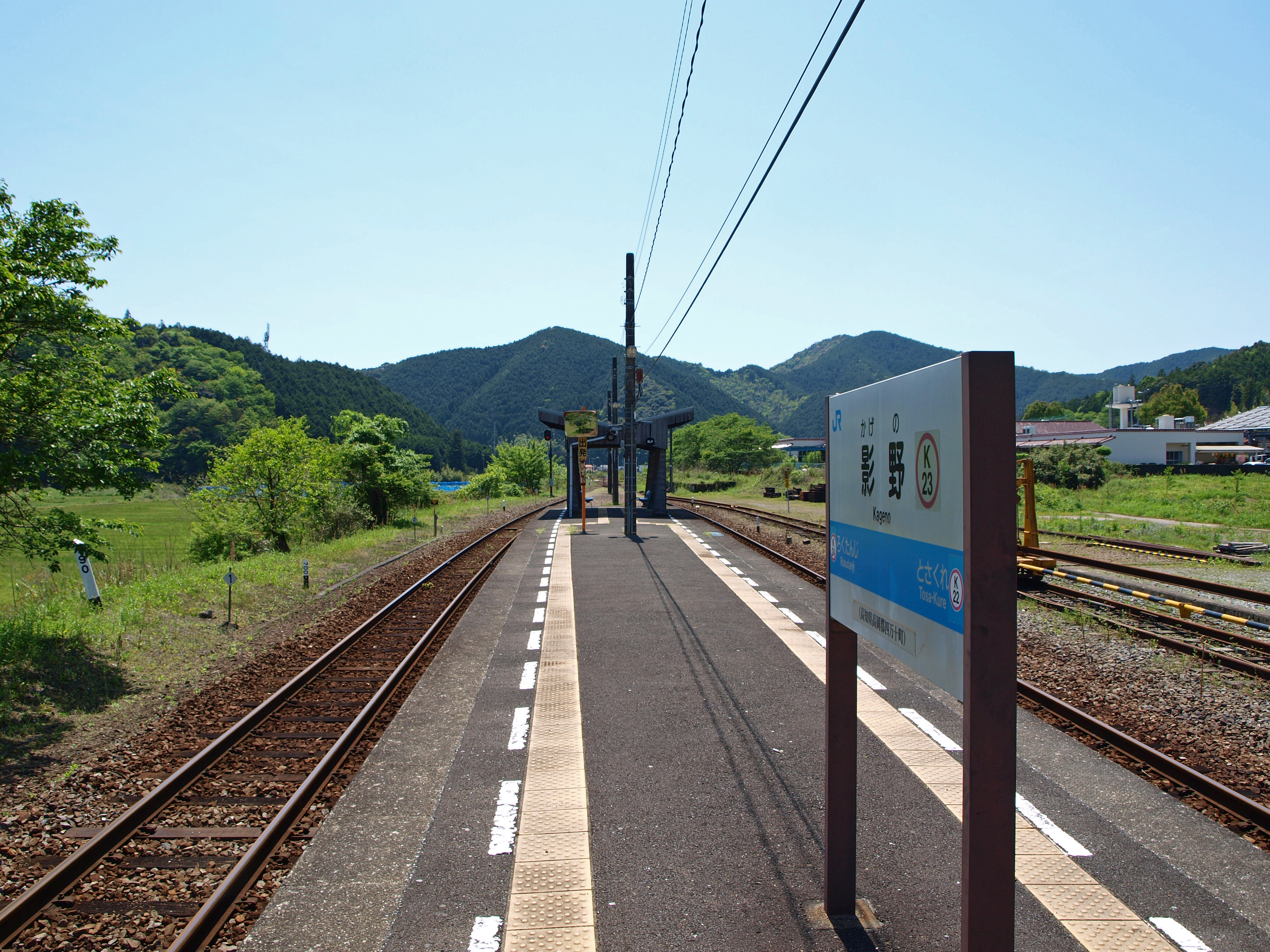
月台(2010年5月)

影野站（日语：／ Kageno eki */?）是位於日本高知縣高岡郡四萬十町影野、隸屬於四國旅客鐵道（JR四國）的鐵路車站。車站編號為K23。列車自土佐久禮站起便駛離海岸線，進入山區部份，兩站距離超過10公里，是現時土讚線兩站行車距離最長的路段；而高度相差超過200米，沿途並且有多處急彎地段。

## 車站構造
本站為單層木製站房，位於月台末端近須崎一方，內裏設有己棄用的站員室。而出入口部份則為侯車間，設有坐椅。2010年6月，地區人士和組織為車站外牆翻新，塗上了新的油漆。本站現時為無人委託站，只停靠普通列車。車站附近的商店有提供車票發售。
月台為1面2線設計，上下行列車均以靠右軌停車。進出月台及站房則靠向須崎方向的月台末端斜台，再橫越1號月台的路軌前往。往窪川方向設有木製簡易上蓋，但日久失修已經出現損壞。1號月台旁邊另有側線路軌，是供以前辦理貨運業務時有關列車停靠之用的。

### 月台配置
| 月台 | 路線    | 方向 | 目的地         |
| ---- | ------- | ---- | -------------- |
| 1    | ■土讚線 | 上行 | 須崎、高知方向 |
| 2    | ■土讚線 | 下行 | 窪川方向       |

## 歷史
- 1947年10月20日：隨著土讚線伸延至本站[2]。
- 1969年10月1日：貨運服務停止。
- 1970年10月1日：無人化，改為簡易委託站。
- 1987年4月1日：日本國鐵分割民營化，車站的營運由JR四國繼承。
- 2010年6月5日至6日：由地區人士發起，翻新站舍外牆。

## 相鄰車站
四國旅客鐵道（JR四國）
■土讚線
■特急「足摺」、「四萬十」1號
通過
■普通
土佐久禮（K22）－影野（K23）－六反地（K24）

## 外部連結
- JR四國影野站發車時間表 （页面存档备份，存于）
- （页面存档备份，存于） 非官方影野站及周邊介紹。(2008年，日文網頁)。